# Regió de Montabaur
La Regió de Montabaur (en alemany: Regierungsbezirk Montabaur) va ser una regió administrativa (Regierungsbezirk) de Renània-Palatinat, a Alemanya. Va existir des del 1946 fins al 1968. La seva capital era la ciutat de Montabaur.

## Història
La regió de Wiesbaden, formada en 1866 com a part de la província prussiana de Hessen-Nassau, va ser dividida, després de la Segona Guerra Mundial, per les potències ocupants, ja que estava a la vora del límit de zones frontereres. La majoria de la regió de Wiesbaden va quedar dins de la zona americana i es van convertir en part de l'estat de Hessen el 1945. La regió de Montabaur es va crear amb la part del nord-oest més petita i va passar a formar part de l'estat de Renània-Palatinat el 1946.
La regió de Montabaur es va dissoldre l'1 d'octubre de 1968 i el seu territori es va incorporar a la regió de Coblença. La regió de Montabaur correspon avui en dia, en gran manera, als moderns districtes de Rhein-Lahn-Kreis i Westerwaldkreis.